# Alain Leygonie
 (décembre 2013).
Pour les articles homonymes, voir Leygonie.
Alain Leygonie est un écrivain français né le 24 mai 1942.

## Biographie
Né en Corrèze, Alain Leygonie a grandi dans le Lot, fait ses études secondaires à Brive, ses études supérieures à Toulouse où il a enseigné les lettres et la philosophie.
Président de l’Association Toulouse Écrivains Francophones, il animait le Salon des Littératures Francophones de Toulouse-Balma jusqu'à son arrêt en 2014.

## Publications

### Romans ou récits
- La Traversée, 1991 (La Table Ronde)
- L’Idée, 1992 (La Table Ronde)
- Mali mélo, 1998 (Éditions Baleine, collection Le Poulpe)
- La Musaraigne, 2000 (Albin Michel)
- Perpète, 2006 (Éditions du Rocher)
- Je suis mort, qui dit mieux ?, 2007 (Éditions Descartes & Cie)
- Travaux des champs, 2009 (Éditions Le Rocher, Prix de l’Académie d’Occitanie)
- Les Animaux sont-ils bêtes ?, 2001 (Éditions Klincksieck / Les Belles Lettres)[1]
- La Maison, 2012 (Éditions Privat, janvier 2012, Prix de l'Académie du Languedoc)
- Les Odeurs, 2016 (Les Belles Lettres)

### Nouvelles
- Le Perroquet (éditions Autrement)
- La Chasse à la bécasse, Europa (éditions Atelier du Gué)

### Biographies
- Pierre Dospital : vie d’un pilier basque (Éditions Le Rocher), Un Jardin à Marrakech
- Jacques Majorelle, peintre-jardinier (Éditions Michalon)

## Récompenses et distinctions

### Prix
- Lauréat de la Bourse de la création d'avant-garde Sarane Alexandrian 2013